# Грюйер (замок)
Грюйе́р (фр. Château de Gruyères) — средневековый замок в одноимённых коммуне и округе швейцарского кантона Фрибур. По числу посетителей (ежегодно порядка 160 тысяч) замок Грюйер относится к наиболее популярным музеям Швейцарии.

## История

Замок Грюйер (1899)

Первые люди появились в долине реки Зане — там, где ныне находится замок Грюйер, — уже в период мезолита: от 8000 до 5000 лет до нашей эры. Археологически доказаны также поселения римской эпохи, которая в свою очередь уступила место господству вандалов. В XI веке один из предков графского рода де Грюйер получил во владение земли вокруг Зане и построил на них первую крепость, получившую его родовое имя и ставшую резиденцией для него и его потомков, у подножия которой немного позднее возник небольшой одноимённый городок.
Самое старое строение на территории замка, дошедшее до наших дней, — фрагменты апсиды крепостной капеллы, относящейся к середине XIII века, а активная фаза сооружения нового замка приходится, по всей вероятности, на 1270—1280 год — времена правления графа Пьера II (фр. Pierre II de Gruyère). После этого он неоднократно перестраивался и в целом приобрёл свой нынешний вид к концу XV века, по своему наружному облику и внутреннему убранству  соответствующий положению владетельных средневековых графов. Последний из графов де Грюйер — Мишель (фр. Michel de Gruyère) — из-за преследовавших его финансовых проблем был вынужден продать все свои имения и в 1555 году его замок перешёл в собственность города Фрибур. До 1798 года Грюйер был местом проживания сначала 52 фрибурских фогтов (соответствующих французским бальи), сменявших друг друга через 3—4  года, а затем и префектов. В 1849 году — после того, как префектура была перенесена в Бюль, — он был продан братьям Бови (фр. Bovy) из Женевы, усилиями которых (и особенно Даниэля Бови) было проведено художественное переоформление замка, ставшего летней резиденцией и местом встреч многих известных деятелей культуры того времени. В 1938 году город Фрибур выкупил замок назад и организовал в нём ныне действующий музей.

## Графы де Грюйер

Журавль перенят округом Грюйер
с графского герба

История замка неразрывно связана с родом графов де Грюйер, происхождение которых имеет сразу несколько версий:
- Согласно первой из них, предками графов были три центуриона (либо трибуна) фиваидского легиона, уцелевшие после его уничтожения в 286 году и осевшие в районе Фрибура.
- По другой, не менее легендарной, начало роду положил командир 6-го легиона вандалов Груарий (лат. Gruarius), в 436 году основавший в долине Зане город, которому дал своё имя.
- Третья легенда повествует о Груарии, получившем от бургундского короля во владение местность Грюйер, правившем там в первой половине VI века и построившем одноимённый замок.
- В четвёртой речь идёт о жившем в X веке графе Туримберте (фр. Turimbert), пожалованном в 923 году уже упомянутыми землями.
- И, наконец, в последнем варианте название рода связывается с титулом главного королевского лесничего Гран Грюйер (фр. Grand Gruyer), который приписывался основателю графского рода.

К настоящему времени удалось проследить истоки графского рода вплоть до конца XI века, когда жил Гийо́м де Грюйер (фр. Guillaume de Gruyère), один из участников первого крестового похода. Всего в списке графов насчитывается 18 имён его мужских представителей, поскольку по традиции того времени передача титула по женской линии не разрешалась.
Род де Грюйер, девизом которого было изречение «Мужество преодолевает тьму» (лат. transvolat nubila virtus), а на гербе находился журавль (фр. grue), владел обширными землями на территории современных кантонов Во, Берн и Фрибур, где выстроил несколько замков, главным из которых был Грюйер. Поначалу подчинявшиеся напрямую императору Священной Римской империи графы де Грюйер в середине XIII века были вынуждены признать над собою власть савойских графов, сохранив при этом свои владения в качестве лена. Принося присягу своим сюзеренам, грюйерцы были обязаны в случае войны выступать на их стороне, а Франсуа I де Грюйер (фр. François Ier de Gruyère), считающийся наиболее видным представителем своего рода, стал даже маршалом Савойи.

### Мишель — последний граф де Грюйер

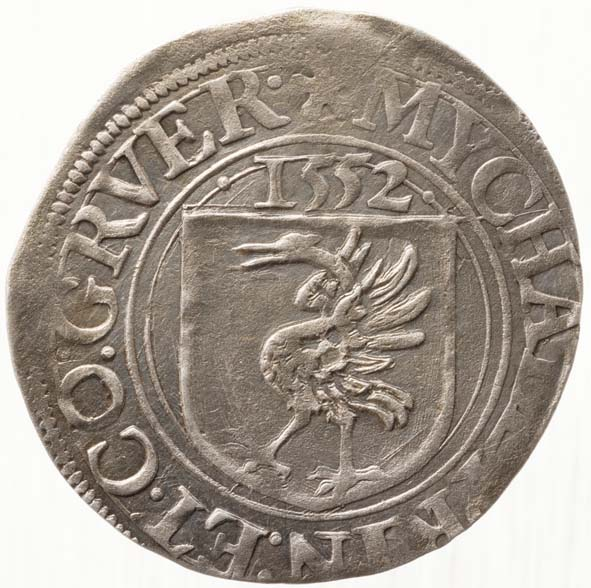
Грош чеканки
Мишеля де Грюйера

Уже в начале XVI века финансовые дела графства находились в плачевном состоянии. Амбициозность и легкомыслие Мишеля де Грюйера, названного «самым красивым рыцарем своего времени», только усугубляли этот кризис: деньги, которые ему удавалось занять, уходили на поддержание его расточительного образа жизни и покупку всё новых поместий. Очередной тяжёлый удар по его кредитоспособности нанёс договор, по которому он обязывался предоставить Франциску I 3000 наёмных швейцарцев для очередной итальянской войны: плохо обученные крестьяне бежали с поля боя при первом же сражении, и король отказался возмещать расходы де Грюйера, которому не помог даже факт получения из монарших рук ордена святого Михаила. Чтобы как-то поправить дела, Мишель прибегал к услугам алхимиков, а в 1552 году даже начал было чеканить собственные деньги по праву, данному ещё королём Венцелем, которым в его роду прежде никогда не пользовались. Однако из-за их низкой пробы соседние государства отказались принимать их к расчёту (сейчас эти монеты стали настоящим нумизматическим раритетом и каждая из них оценивается во многие тысячи франков). Постепенно долги Мишеля превысили 100 тысяч крон, и 9 ноября 1554 года — в день объявления его банкротом — он вынужден был навсегда покинуть замок Грюйер.
В январе следующего года за 80 тысяч талеров Мишель продал все свои земли городам Берну, заплатившему одну треть всей суммы, и Фрибуру, внесшему остальные деньги. Тем самым сбылось предсказание графского шута Жирара Шаламалы (фр. Girard Chalamala), сделанное им более чем за 200 лет до этого, и бернский медведь всё-таки сварил грюйерского журавля во фрибурском котле (по традиции бернский герб изображает медведя, а фрибурский выглядит как котёл). Долгие годы скитался последний граф де Грюйер по разным странам, предлагая свои воинские услуги и ища покровителей и новых кредиторов, которые помогли бы ему выкупить свои владения назад, пока смерть не положила конец всем его безуспешным попыткам. Неизвестны ни точная дата его кончины (вероятно, февраль 1575 года), ни место захоронения (среди прочих называют Брюссель или Амьен), а наследников и даже своего изображения он после себя так и не оставил.

## Современное использование
В 1938 году замок был преобразован в музей, и теперь ежедневно в течение круглого года открыт для его посетителей, в распоряжение которых, среди прочего, предоставлены мультимедийные презентации, постоянные и сменные выставки (посвящённые в том числе творчеству наших современников), экскурсии по территории замка, где также проводятся концерты и фестиваль, носящий имя святого Иоанна.

## Архитектурные особенности

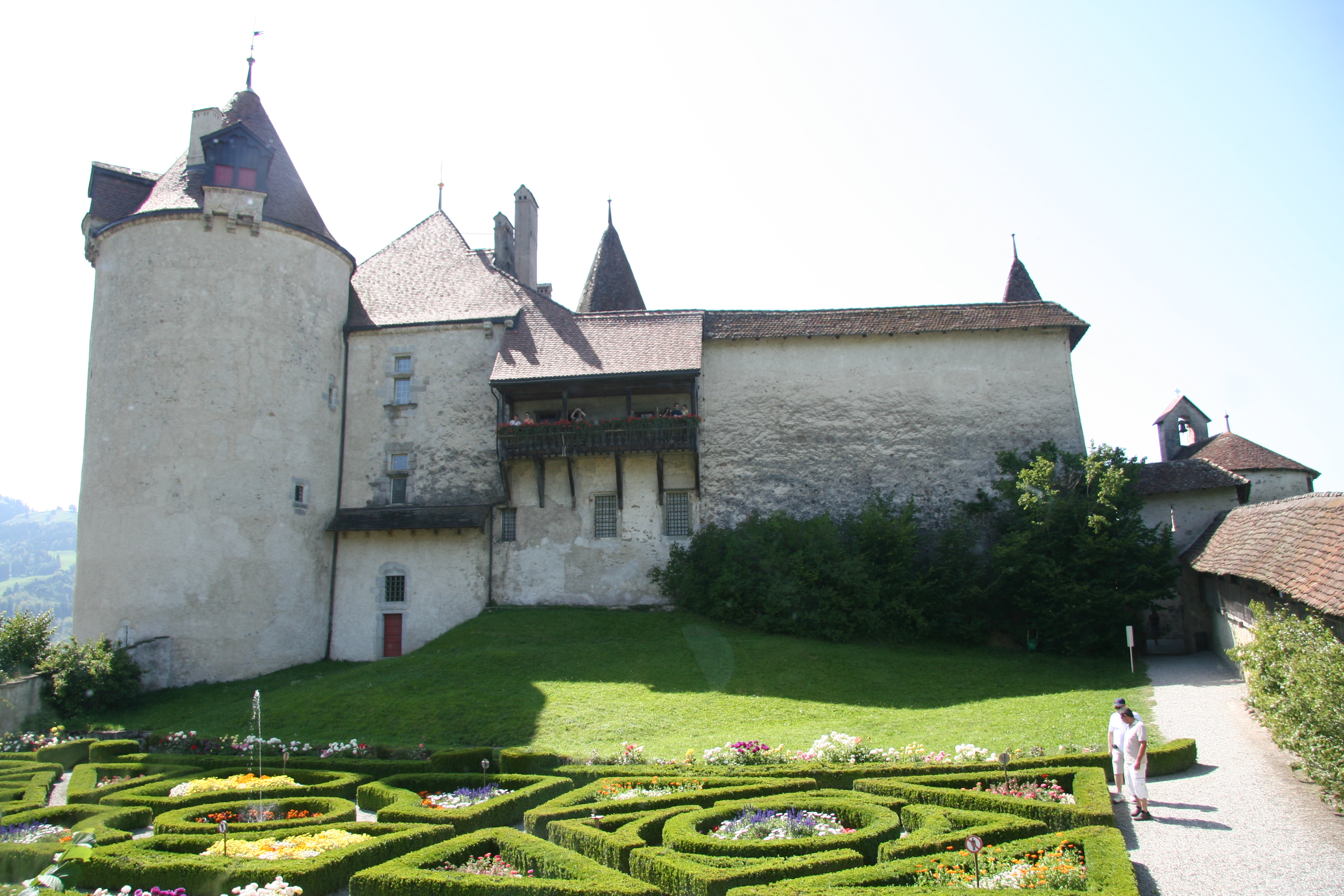
Восточная сторона замка с садом

Замок Грюйер, находящийся на холме, на 115 метров возвышающемся над окрестной долиной, представляет собою хорошо укреплённое, с толщиною стен до 4 метров, фортификационное сооружение (неслучайно часто называемое крепостью) и имеет форму так называемого «савойского квадрата» (фр. carré savoyard), на юго-восточной стороне которого находится круглый бергфрид диаметром более 11 метров. В трёх остальных углах внутренней крепостной стены ранее также располагались защитные башни, от которых до наших дней дошёл только нижний уровень.
Крепостной двор, окружённый каменными галереями, с севера и запада граничит с сооружённой в XVII веке эспланадой, на которой расположены колодец и капелла святого Иоанна Крестителя, а на востоке к замку примыкает заложенный в это же время сад во французском стиле. Наружная крепостная стена, также оборудованная галереями и дополнительно защищающая замок с севера и востока, была построена несколько ранее: ещё при правлении последних графов де Грюйер. К числу старейших построек на территории крепостного комплекса относится здание середины XIV века, расположенное в его юго-западной части непосредственно у входа и служившее тогда для вооружённой охраны замка; ныне в нём располагаются кассы музея. Напротив — слева и справа от входа в замок — две бронзовые работы английского художника и гравёра Патрика Вудрофа, названные им «Щит Марса» и «Щит Венеры» (фр. Le bouclier de Mars, Le bouclier de Venus).

## Интерьер

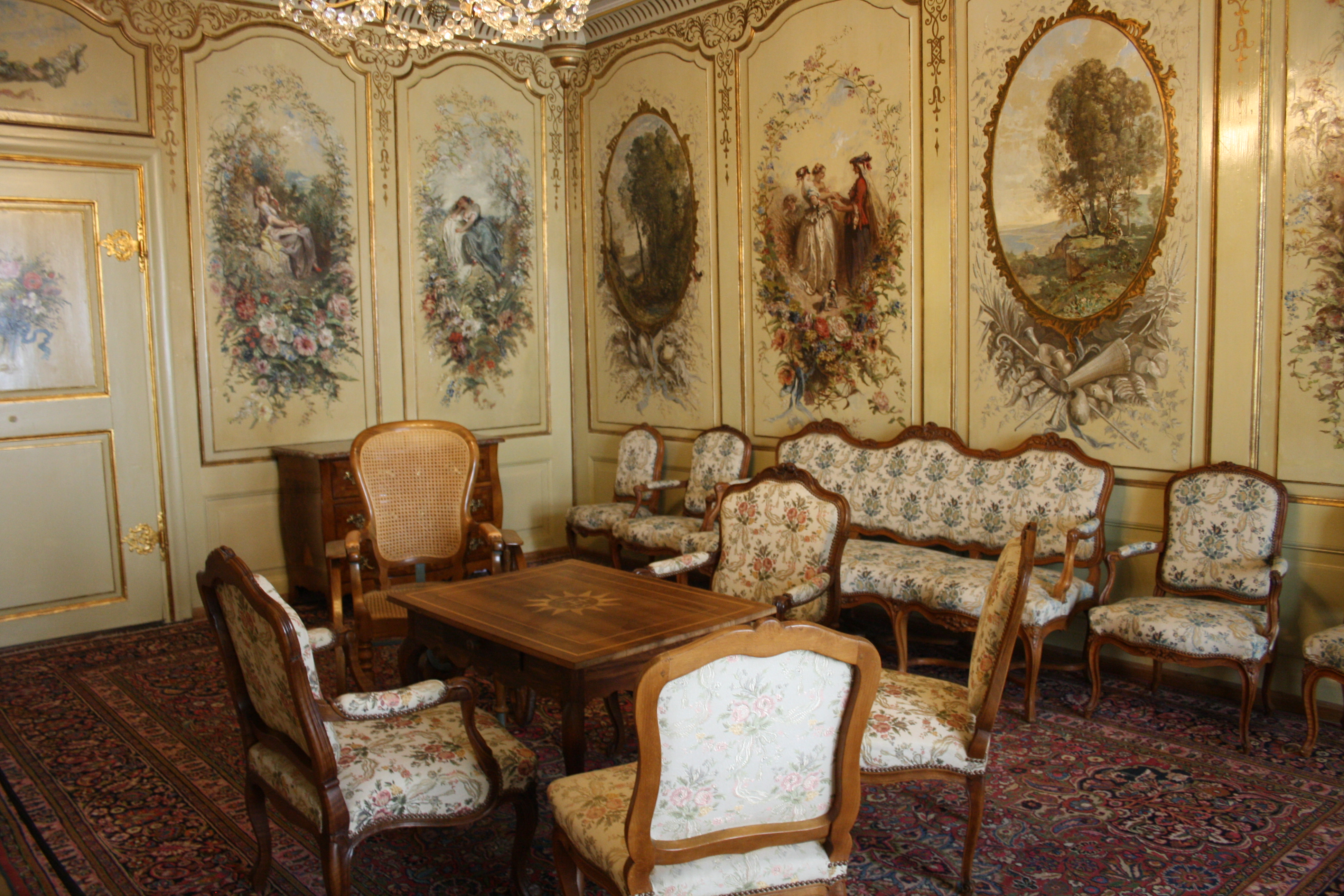
Салон Коро

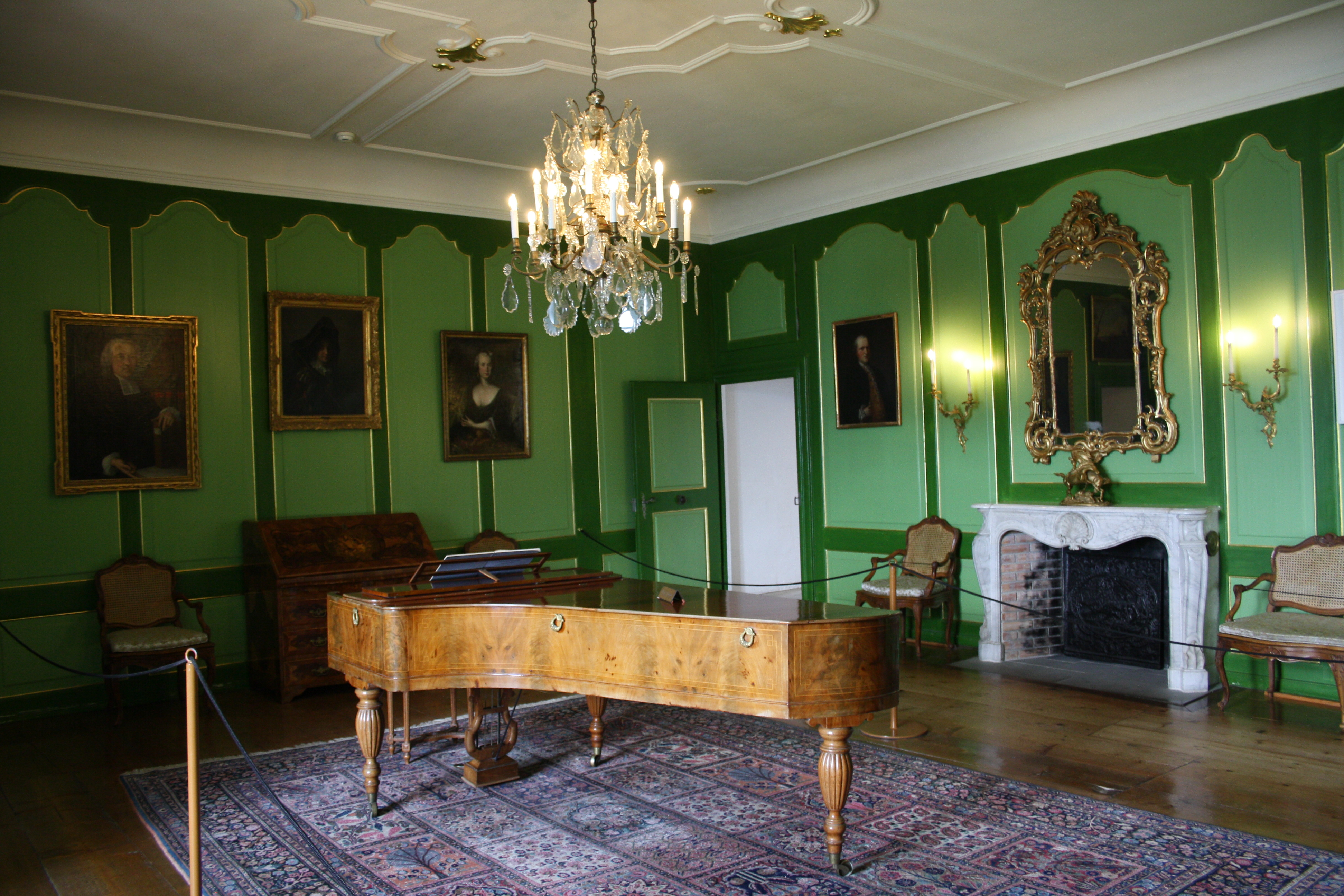
Музыкальный салон

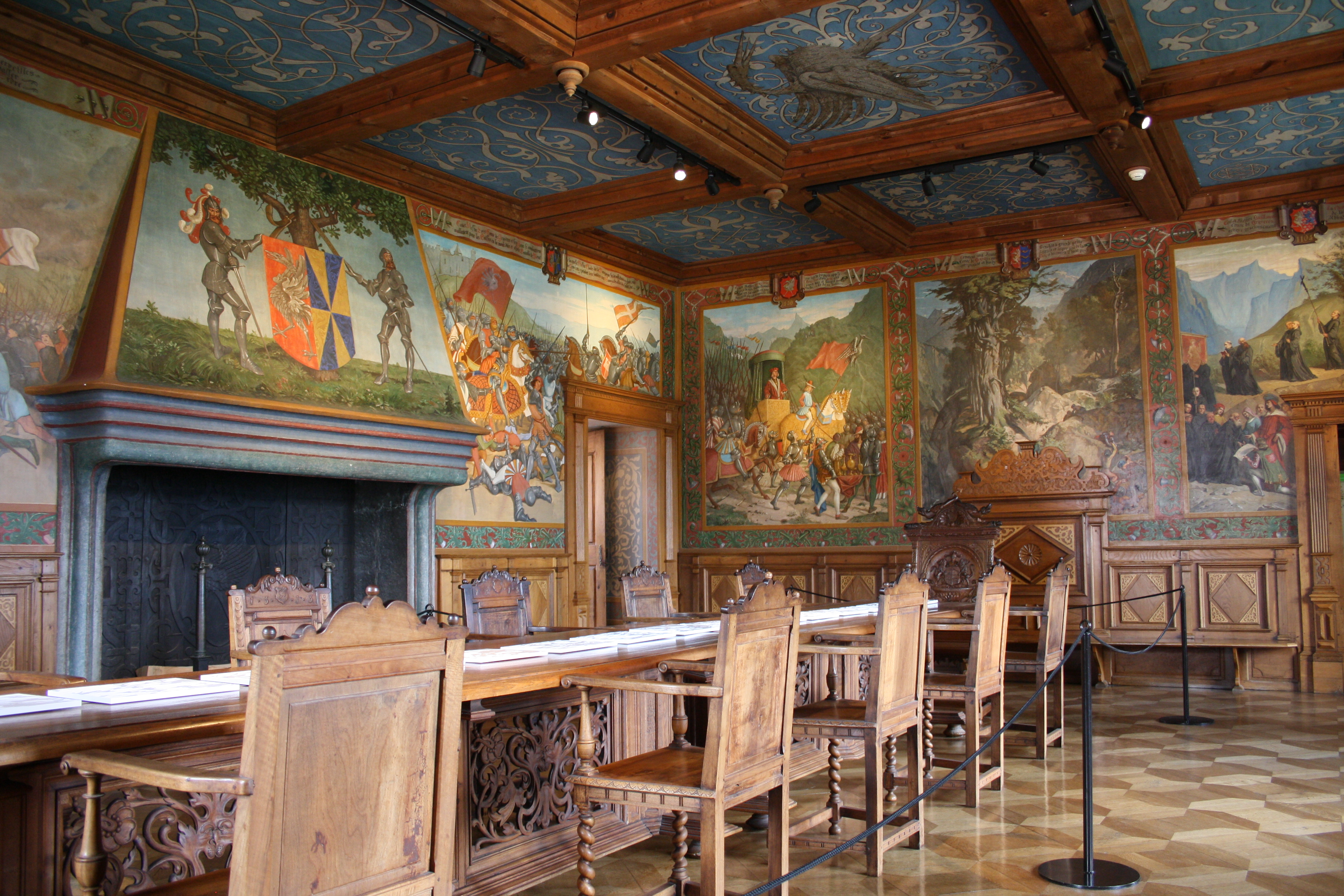
Рыцарский зал

Экскурсия по помещениям замка начинается с расположенной на первом этаже реконструированной средневековой кухни, пол которой выложен галечником из протекающей неподалеку Зане. Жилые помещения находятся в южном крыле замка (прежде они располагались и в его восточной части, которая еще во времена графов была полностью перестроена). На втором этаже, на который можно попасть по винтовой лестнице, размещаются:  
- Бургундский зал (фр. Salle de Bourgogne) — где хранятся, в частности, церемониальные мантии ордена Золотого руна, некогда принадлежавшие последнему бургундскому герцогу Карлу Смелому и доставшиеся швейцарцам в качестве трофея по итогам битвы при Муртене[32][33].
- Салон Коро (фр. Salon Corot) — носит имя известного французского художника Камиля Коро, который наряду с Анри Бароном, Бартелеми Менном[англ.] и другими мастерами участвовал в оформлении этого помещения[34]. Инвалидная коляска в центре зала напоминает об одной из причин, по которой семья Бови купила замок Грюйер: Даниэль, подающий надежды ученик знаменитого Энгра, оказавшись под снежным завалом в Альпах, потерял возможность ходить и — более того — как прежде рисовать[34][7]. Чтобы спасти его от суицидальных мыслей, было решено доверить ему обновление средневекового замка[7].
- Зал графа (фр. Salle des comtes) — камин и мебель (в особенности средневековое кресло[32]), часть из которой некогда принадлежала графам де Грюйер, создают атмосферу покоев хозяина замка.
- Комната красавицы Люс (фр. Chambre de la Belle Luce) — навеянная средневековой легендой о прекрасной пастушке, возлюбленной графа.
- Зал бальи (фр. Salle des Baillis) — одно из немногих помещений, благодаря витражам XVI—XVII веков[35], настенным декорациям, мебели и покрытой фаянсом печи сохранившее обстановку времен фрибурских фогтов[36][37].

На самом верхнем этаже расположены:
- Зал фантастического искусства (фр. Salle d'art fantastique) — здесь выставлены работы современных художников, так или иначе посвящённые замку Грюйер (как, например, «На воде песочных часов» Патрика Вудрофа)
- Барочный зал (фр. Salle baroque) — назван по его потолку, декорированному в XVII веке — времени расцвета барокко. Помимо гобеленов интересна представленная коллекция работ брата Даниэля — известного медальера Антуана Бови (до сих пор на швейцарских монетах в один, два и полфранка находится его подпись).
- Музыкальный салон (фр. Salon de Musique) — в нём, среди прочего, находится фортепиано, изготовленное в 1835 году для Ференца Листа[38].
- Охотничий зал (фр. Salle de chasse) — по традиции средневековых замков здесь выставлены некоторые охотничьи трофеи.
- Рыцарский зал (фр. Salle des chevaliers) — вероятно, художественная вершина интерьера замка, украшенная циклом настенной живописи работы тех же Барона и Менна, в 14 сценах изображающим реальные и легендарные события из истории замка и графского рода[39][40].

## Легенды замка Грюйер

### О приходе Грюриуса
Когда подошёл к концу век великанов, гоблинов и добрых фей, в поисках нового места для своего народа в долину Зане пришёл один из военачальников вандалов Грюриус (фр. Gruérius). Увидев перед собою страну, богатую лесами, водой и дичью, он понял, что, наконец, нашёл свою обетованную землю. А поднявшись на высокой холм, господствовавший над округой, он сказал своим спутникам: «Здесь я построю мой замок и надёжное место для моих людей». Пока Грюриус любовался прекрасным видом, открывавшимся ему на фоне пурпурного заката, спустившийся с неба белый журавль сделал над ним несколько кругов и доверчиво сел на его плечо. Грюриус счёл этот знак за счастливое предзнаменование и поклялся Вотану, что сделает эту птицу своим символом. С тех пор белый журавль на красном фоне поселился на гербе основанного вандалами Грюйера.

### Об отрубленной руке

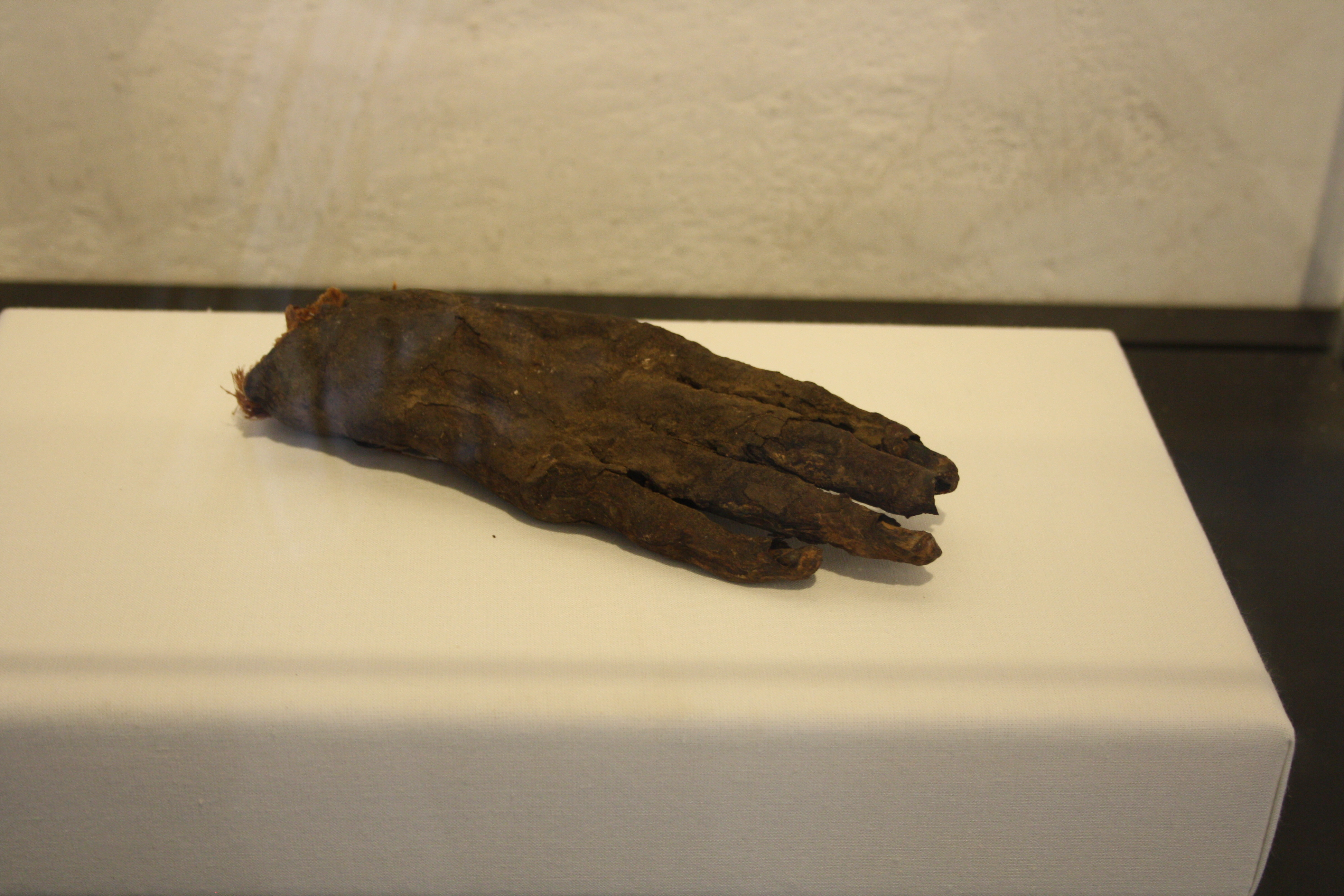
Загадочная
отрубленная рука

О выставленной в одном из помещений замка кисти руки сложено сразу несколько легенд:
- По одной из них она — как талисман — вместе с грюйерцами, отправившимися в крестовый поход, побывала в Святой земле и вернулась с ними обратно.
- В 1476 году отряд грюйерцев одержал победу над войском из 500 савойских и бургундских всадников, отрубленная рука одного из которых в качестве трофея была привезена домой и показывалась в замке.
- В 1493 году после бушевавшего в замке пожара удалось найти обугленную руку одной из его жертв, которую было решено сохранить как воспоминание об этом трагическом событии (необходимо заметить, что современные археологические исследования не подтверждают факт подобного пожара).
- Другие версии повествовали о незадачливом воре, пойманном на месте кражи и поплатившимся за него отсечением «орудия преступления», либо о сожжённой на костре ведьме, от которой чудом сохранилась только правая кисть.

В действительности, оказавшейся немного прозаичнее, речь идет о фрагменте одной из египетских мумий, попавшем в Европу после египетского похода Наполеона и затем выставленном для обозрения на первом этаже бергфрида.

### Об отважных женщинах Грюйера
В одном из противостояний с превосходящими их по силам войсками Берна и Фрибура защитники замка были вынуждены отступить за его стены. Наступили сумерки, и положение оборонявшихся стало критическим, как вдруг с одного из близлежащих холмов на нападавших стала надвигаться дикая грохочущая орда в неизвестной униформе и пылающих шлемах. Осаждавшие Грюйер воины, в ужасе крича от увиденного ими колдовства, в панике бежали прочь. Когда же державшие оборону смогли рассмотреть пришедшее на помощь войско, им оставалось только смеяться: перед ними появилось стадо коз с гремящими тяжёлыми колокольчиками и привязанными к рогам свечками, погоняемое отважными и находчивыми жительницами Грюйера. 
Возможно, это были те же самые молодые девушки, которые некоторое время до этого, закрыв ворота замка, попытались воспрепятствовать отправлению в крестовый поход их возлюбленных, но, так или иначе, отныне женщины Грюйера и козы делят между собой славу его настоящих спасительниц.

### О красавице Люс

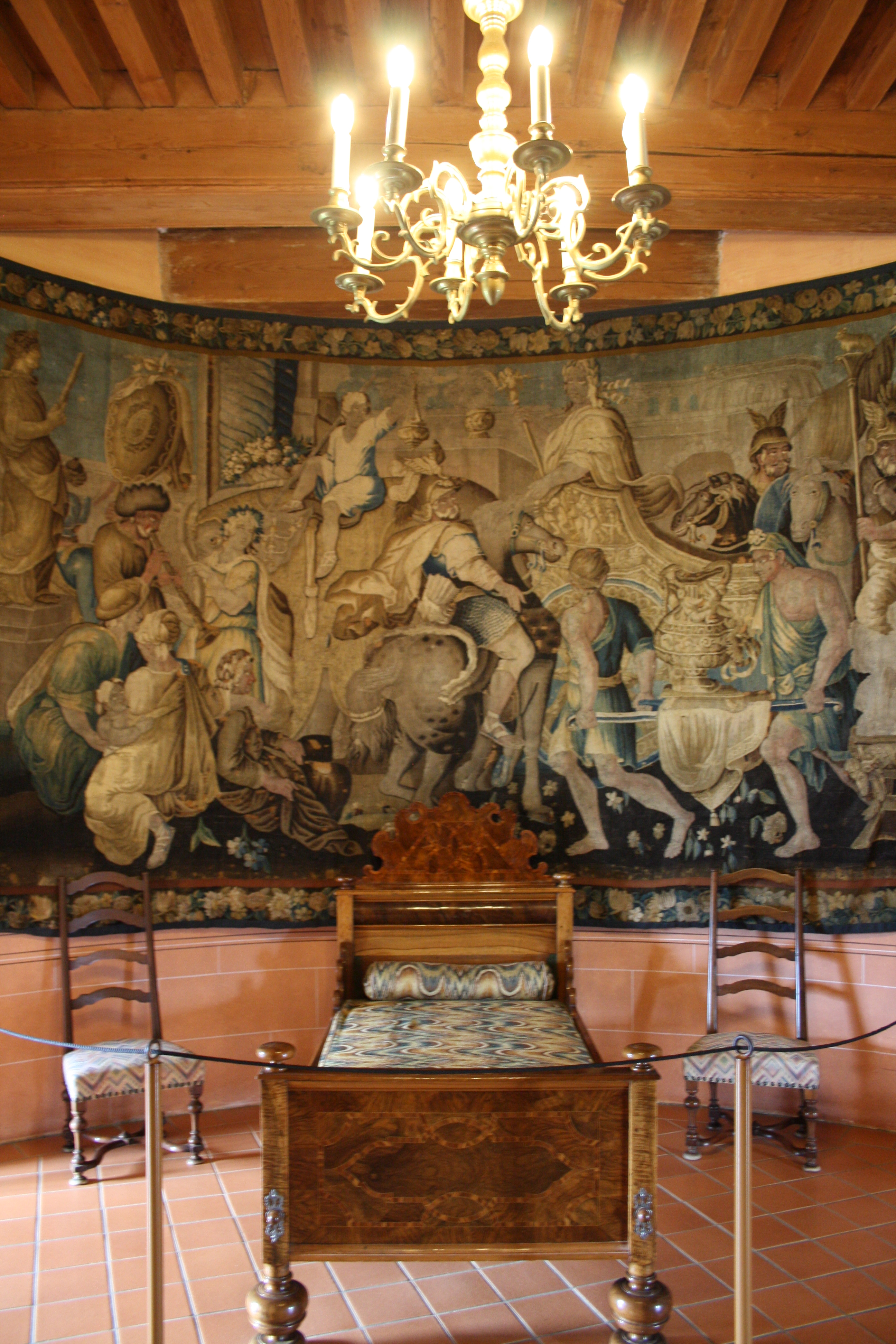
Комната
прекрасной Люс

Люс, с её тонкими чертами лица, благородной фигурой и грацией не имевшая себе равных, считалась самой красивой пастушкой во всей округе, и, конечно же, мимо неё никак не мог пройти известный ловелас граф Жан де Грюйер. Несмотря на то, что он был не раз женат и имел множество детей, он тут же воспылал чувствами к прекрасной девушке и за ночь любви пообещал подарить ей самую лучшую альпийскую лужайку во всем графстве. Однако при их встрече добродетельная пастушка так часто подливала вино в чашу графа, что тот заснул, так и не успев удовлетворить своё желание. Проснувшись по утру, незлопамятный граф простил девушке её маленькую хитрость и сдержал данное ей обещание. Графиня же, увидев из окна замка, как её супруг по шатким деревянным мосткам спешил к своей возлюбленной, назвала эту дорожку «путём, разбивающим сердце».
И хотя вся эта история произошла, скорее, в близлежащей крепости Монтсальван (нем. Burg Montsalvens), также принадлежавшей графу Жану II (фр. Jean II de Gruyère), которому молодая пастушка Люсия из соседней деревушки Шарме (фр. Charmey) потом родила очередного внебрачного сына (бывшего единокровным братом графа Мишеля и ставшего впоследствии приором и викарием), стараниями Бови эта легенда была увековечена именно в замке Грюйер, в комнате красавицы Люс, в которой она, по-видимому, так никогда и не бывала.

### О Жане Хромой Ноге
В то время как все женщины Грюйера, едва вернувшись домой, тут же были окружены десятком их розовощёких, пышущих здоровьем, детей, молодая графиня (по одной из версий: Маргарита, жена графа Франсуа), несмотря на все её мольбы, оставалась бесплодной. В один холодный и снежный сочельник, который все уже праздновали в кругу своей семьи, гонимая одиночеством графиня отправилась в капеллу святого Иоанна, чтобы вновь попросить Богоматерь о ребёнке. Перемежая свои мольбы со слезами, она не заметила с собою рядом ещё одного молящегося, которым оказался местный нищий Жан Хромая Нога (фр. Jehan l'Eclopé, нем. Hans der Hinkebein), живший на подаяния и проводивший своё время в долгих молитвах. В вечерней темноте, которая не позволяла разглядеть лиц, он счёл её за голодную незнакомку и протянул ей кусок хлеба из своей сумы со словами: «Ешь, бедная женщина, это тебя успокоит!» Графиня, которая узнала голос Жана, с благодарностью приняла хлеб и попросила благословить её и помолиться с ней о ребёнке, которого она так хотела. А уже следующей осенью в замке широко праздновали крещение только что родившегося графского наследника, и Жан, который тоже был приглашён к торжеству, с того дня больше не должен был заботиться о своем пропитании, ведь теперь в замке он всегда мог утолить свой голод.

## Галерея

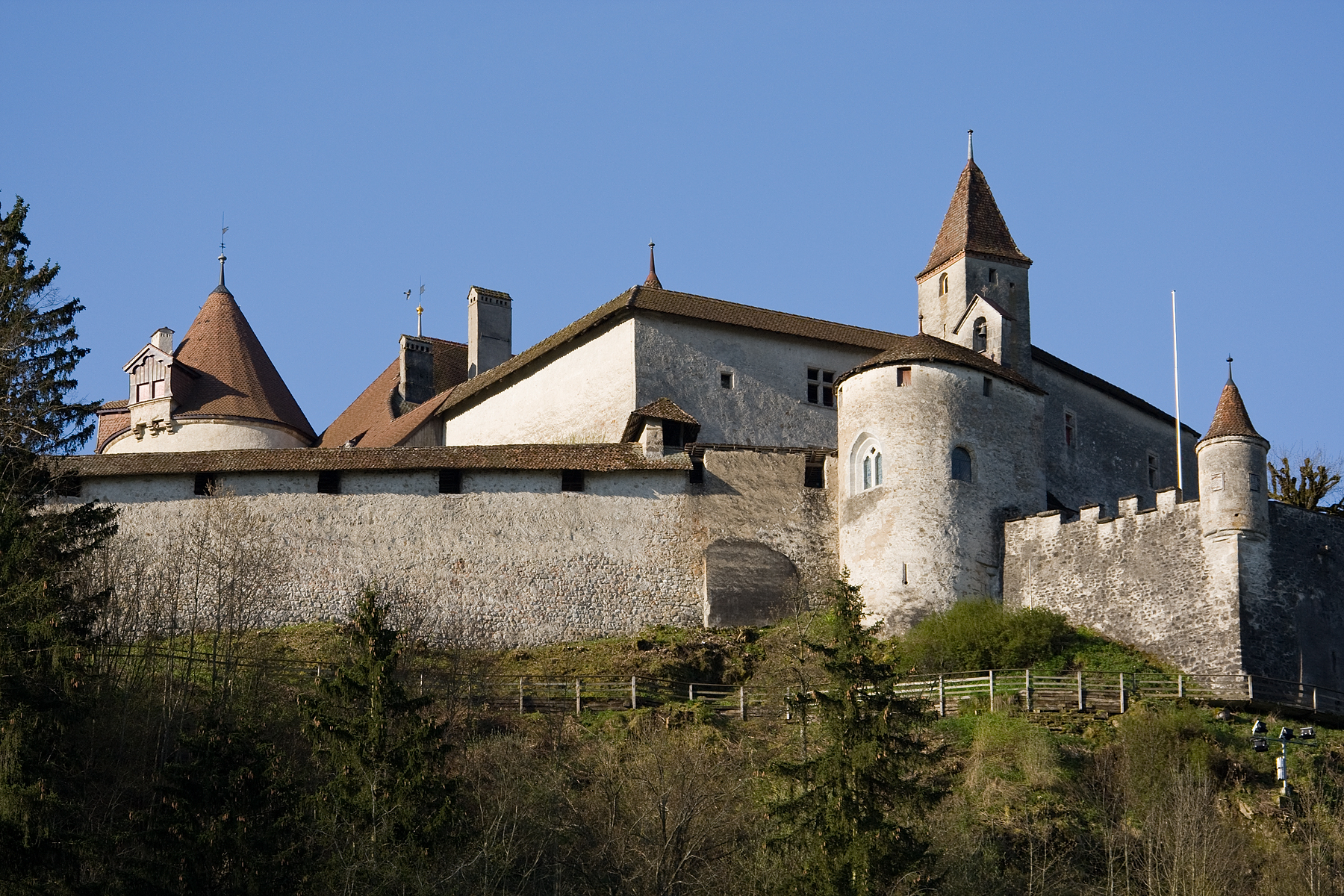
Вид замка с юга
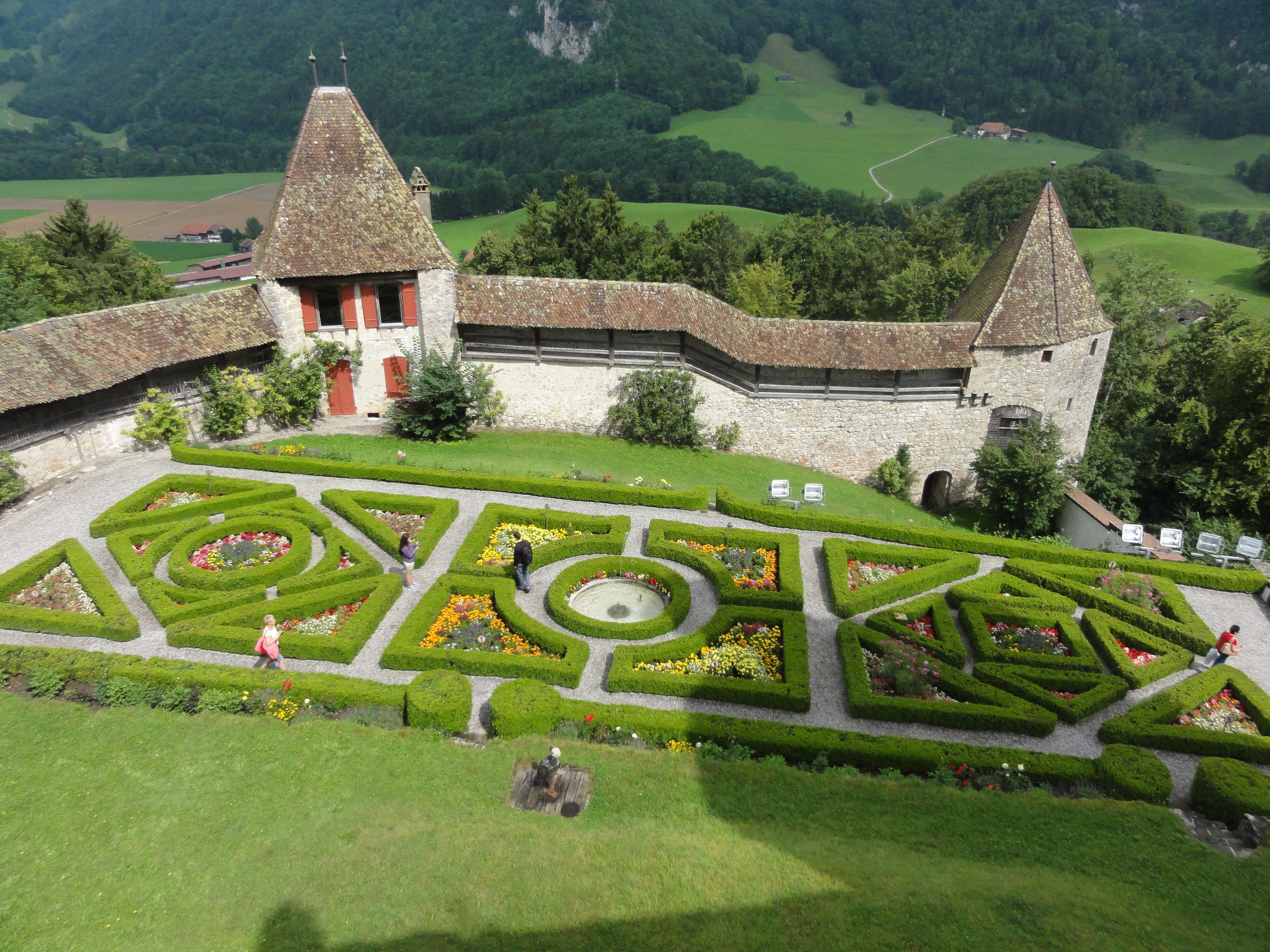
Наружная крепостная стена и сад
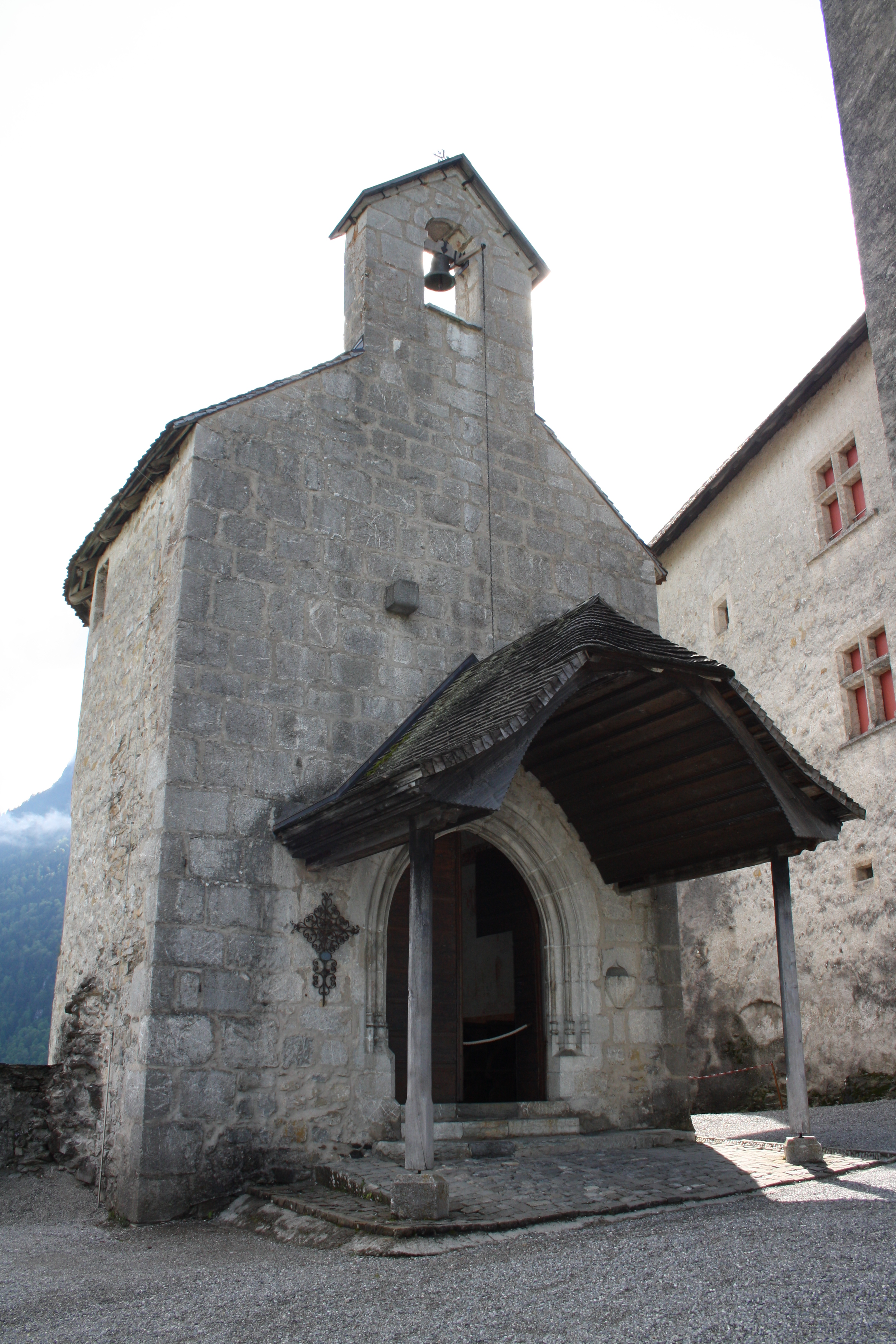
Капелла святого Иоанна Крестителя
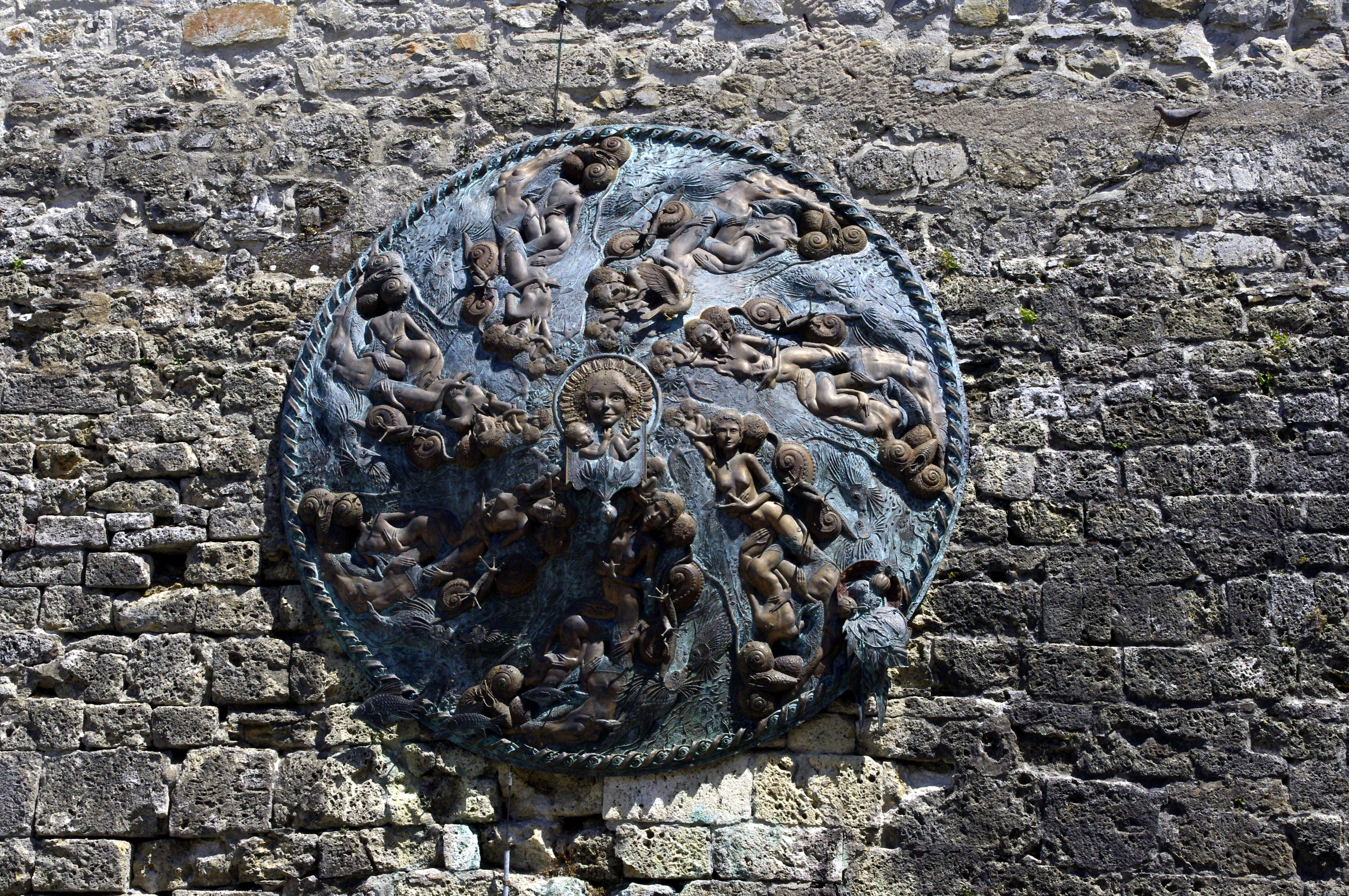
«Щит Венеры»
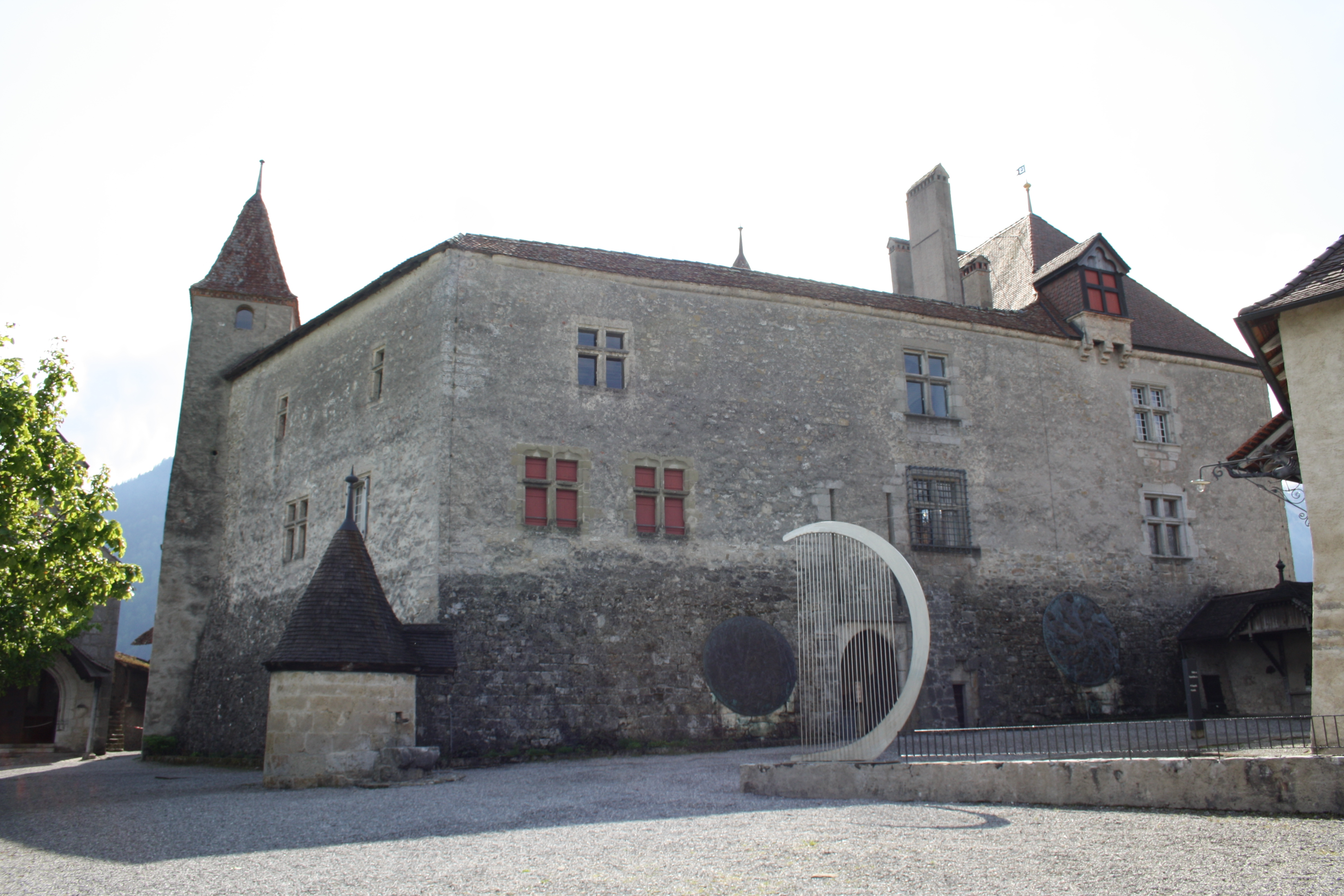
Вид замка с запада
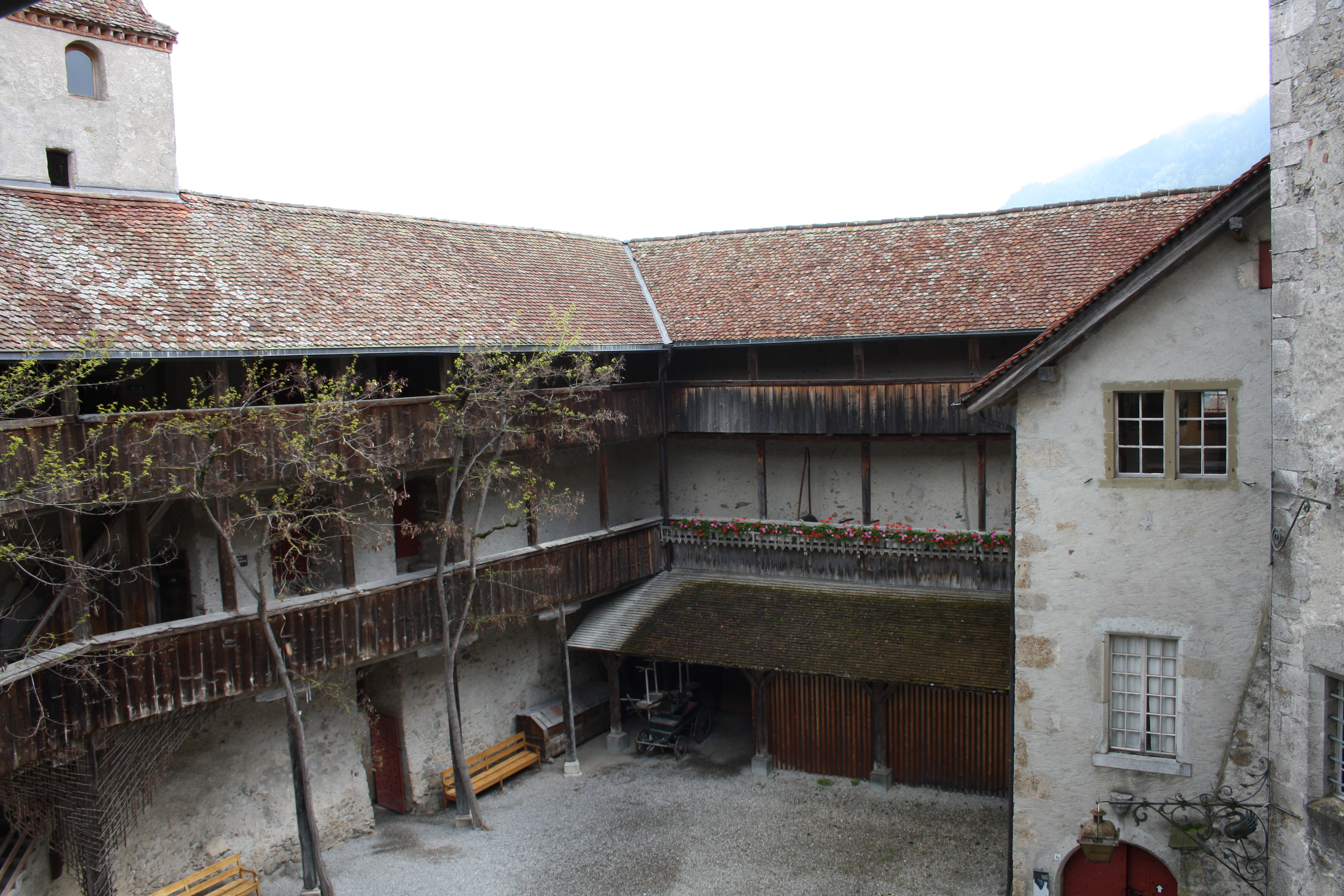
Внутренний двор
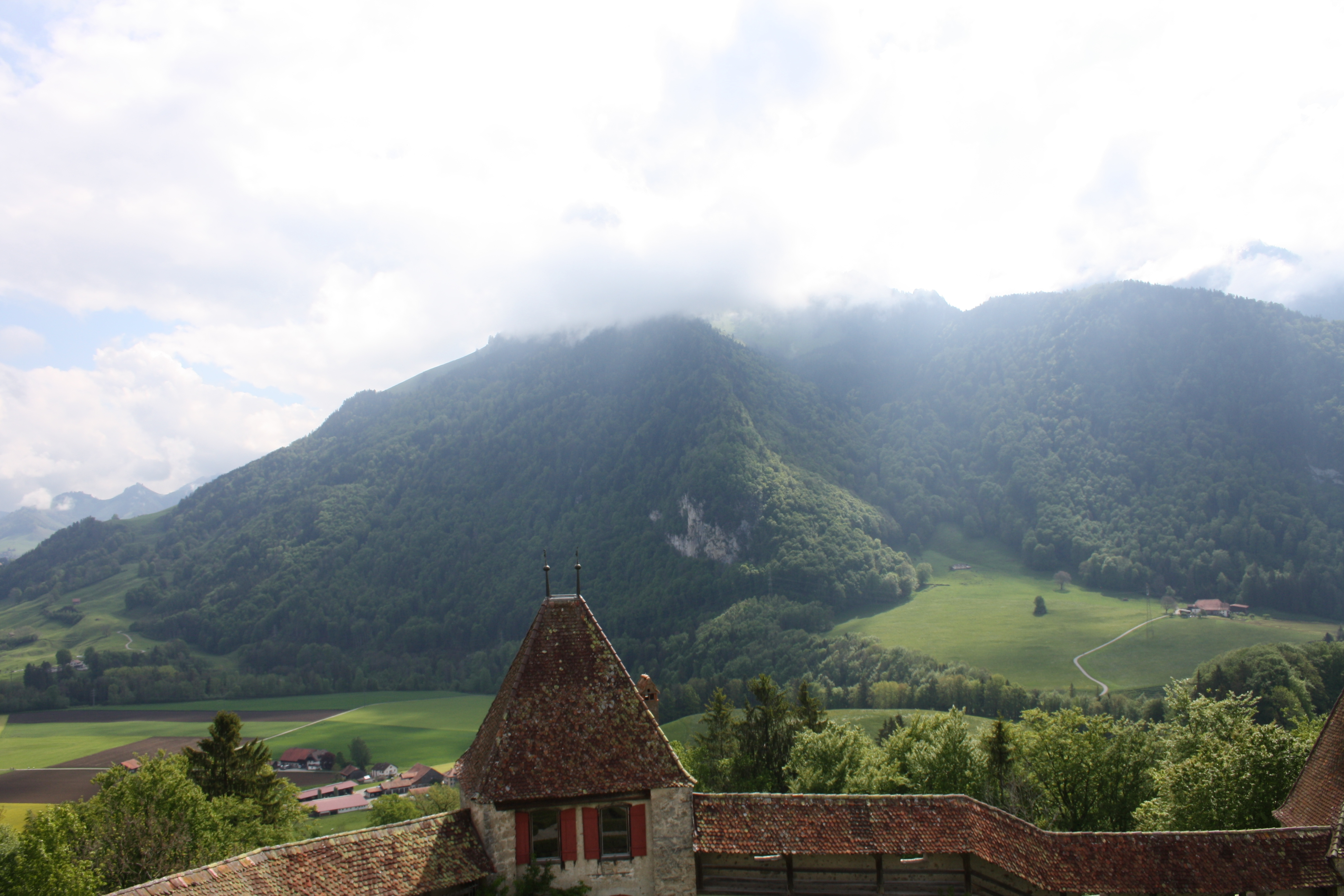
Вид с балкона замка
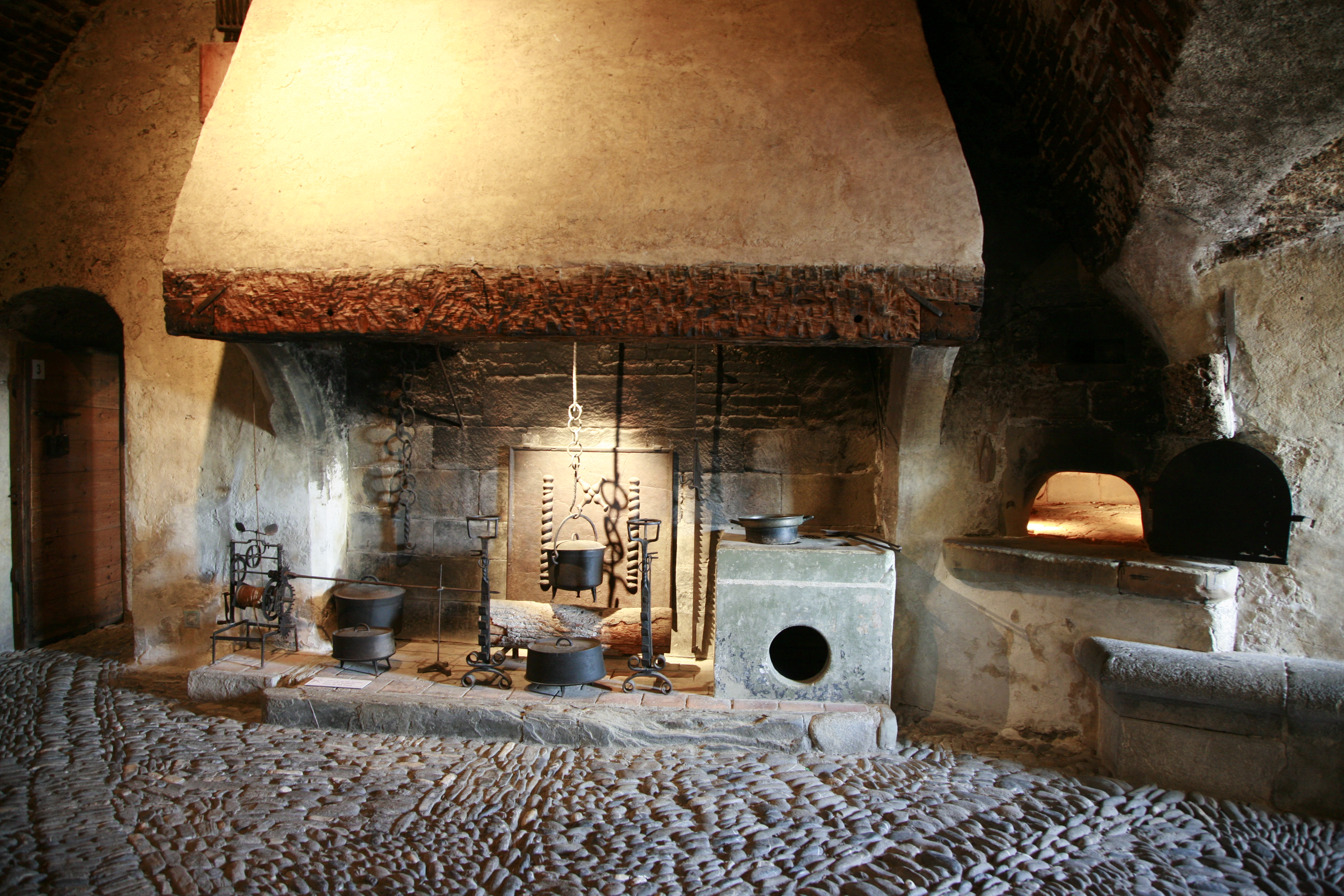
Реконструированная средневековая кухня
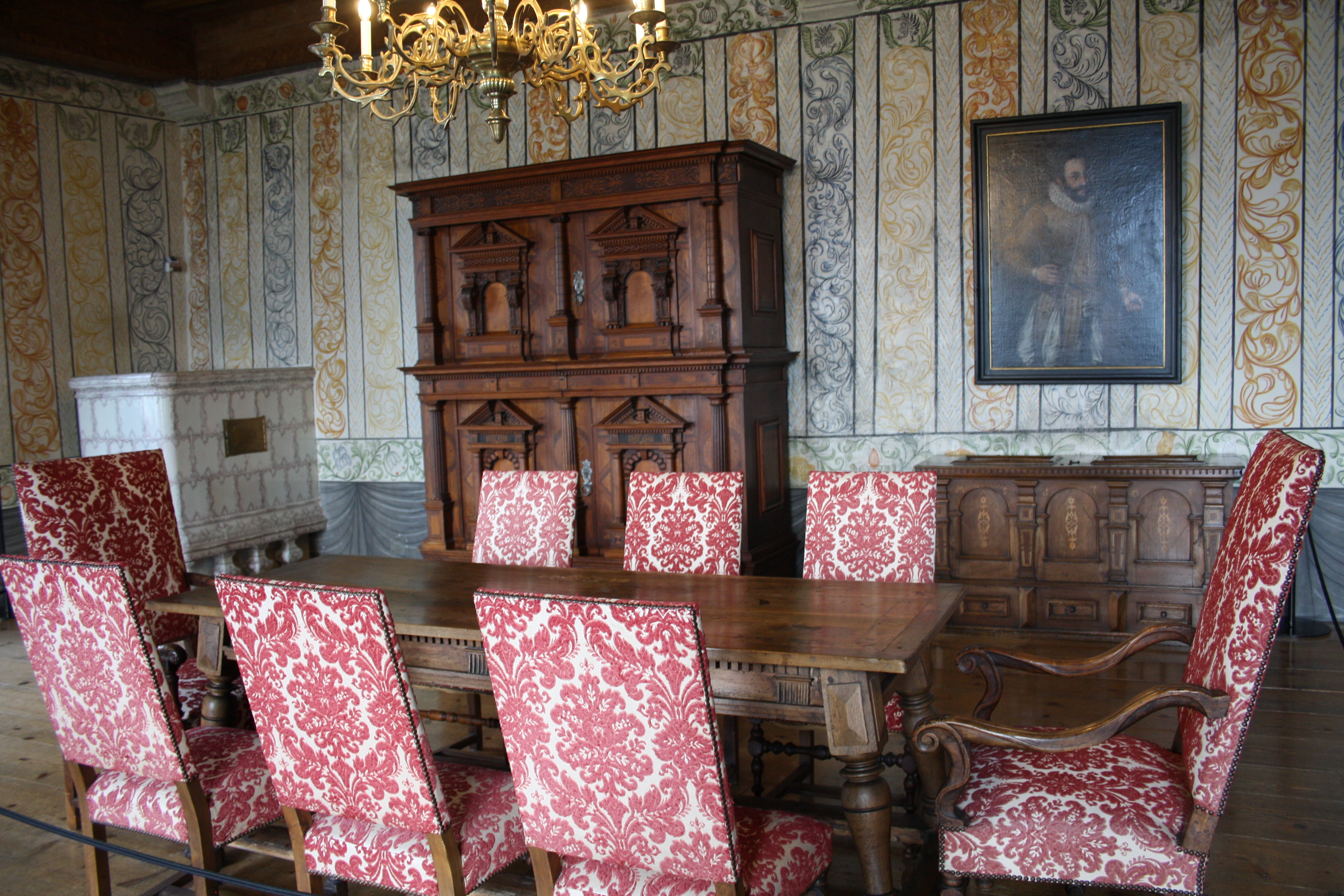
Зал бальи
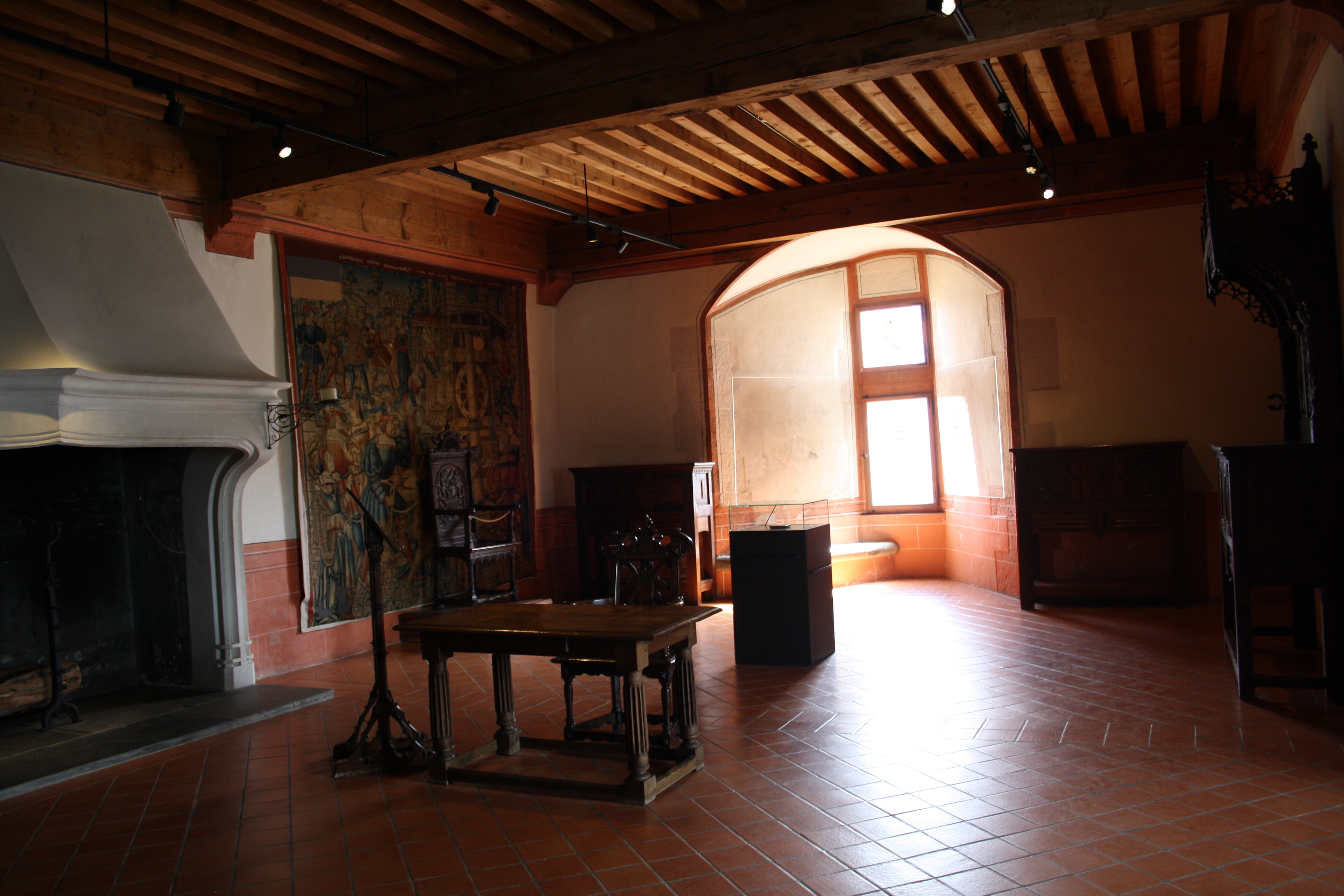
Зал графа
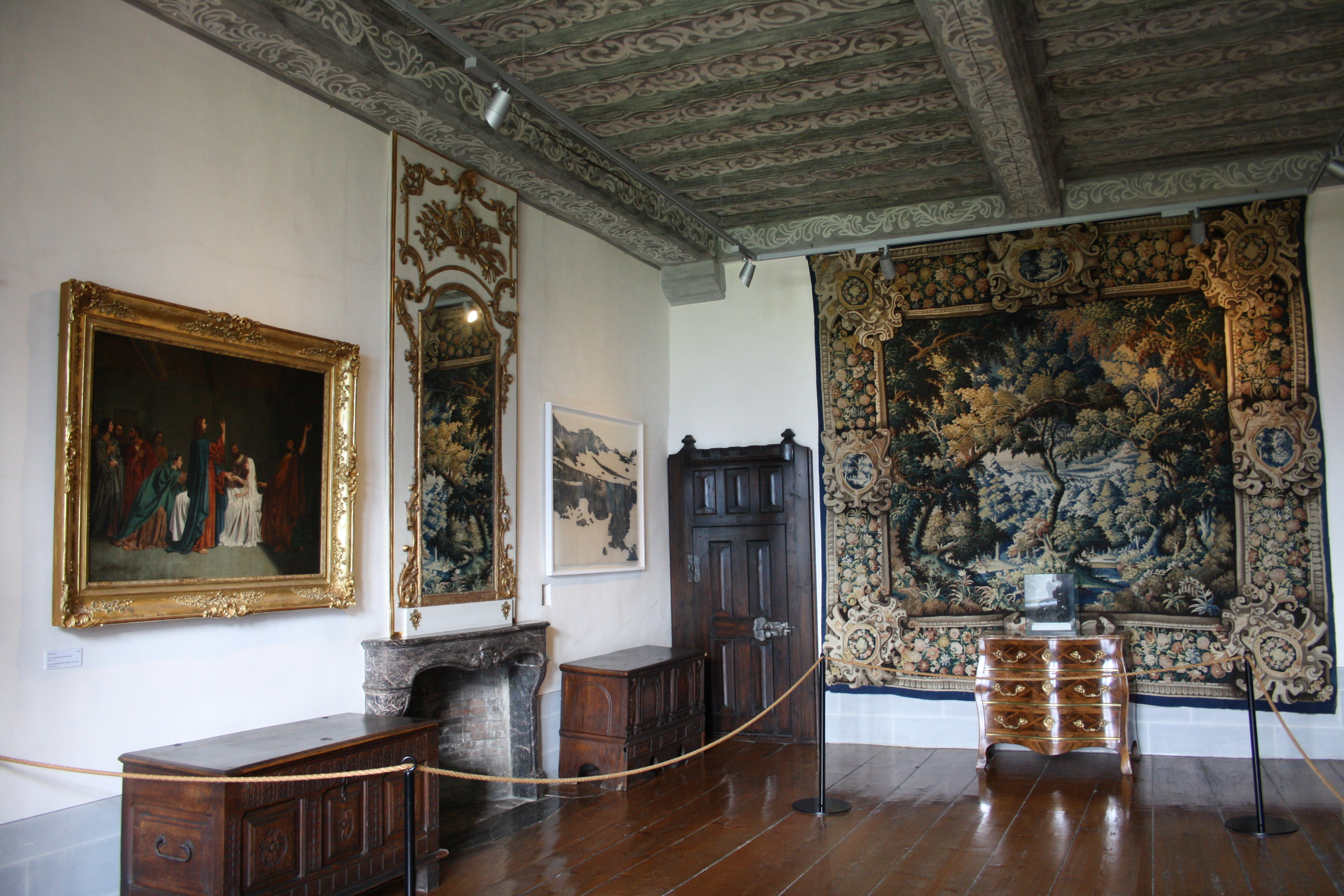
Барочный зал
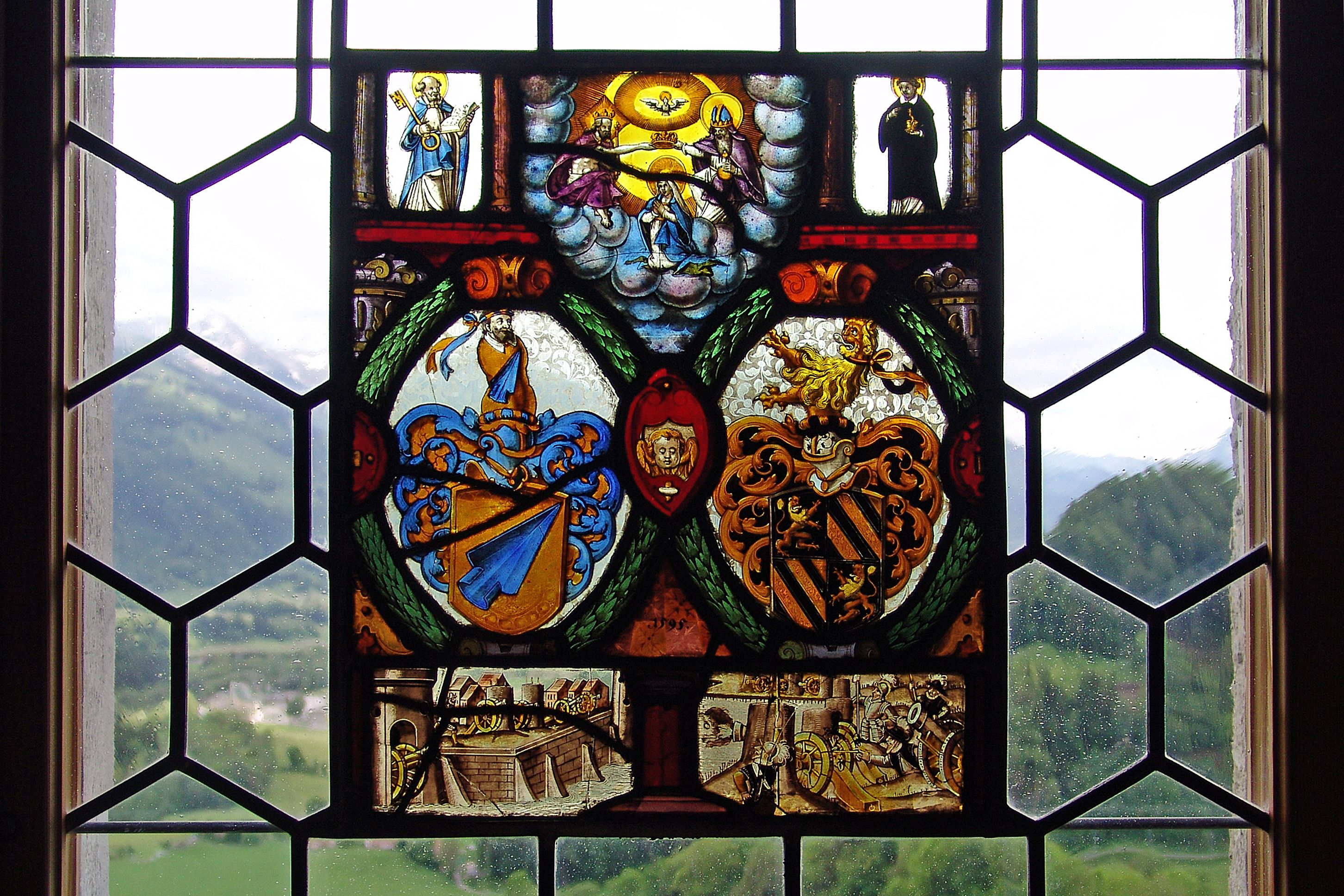
Один из витражей (1615 г.)
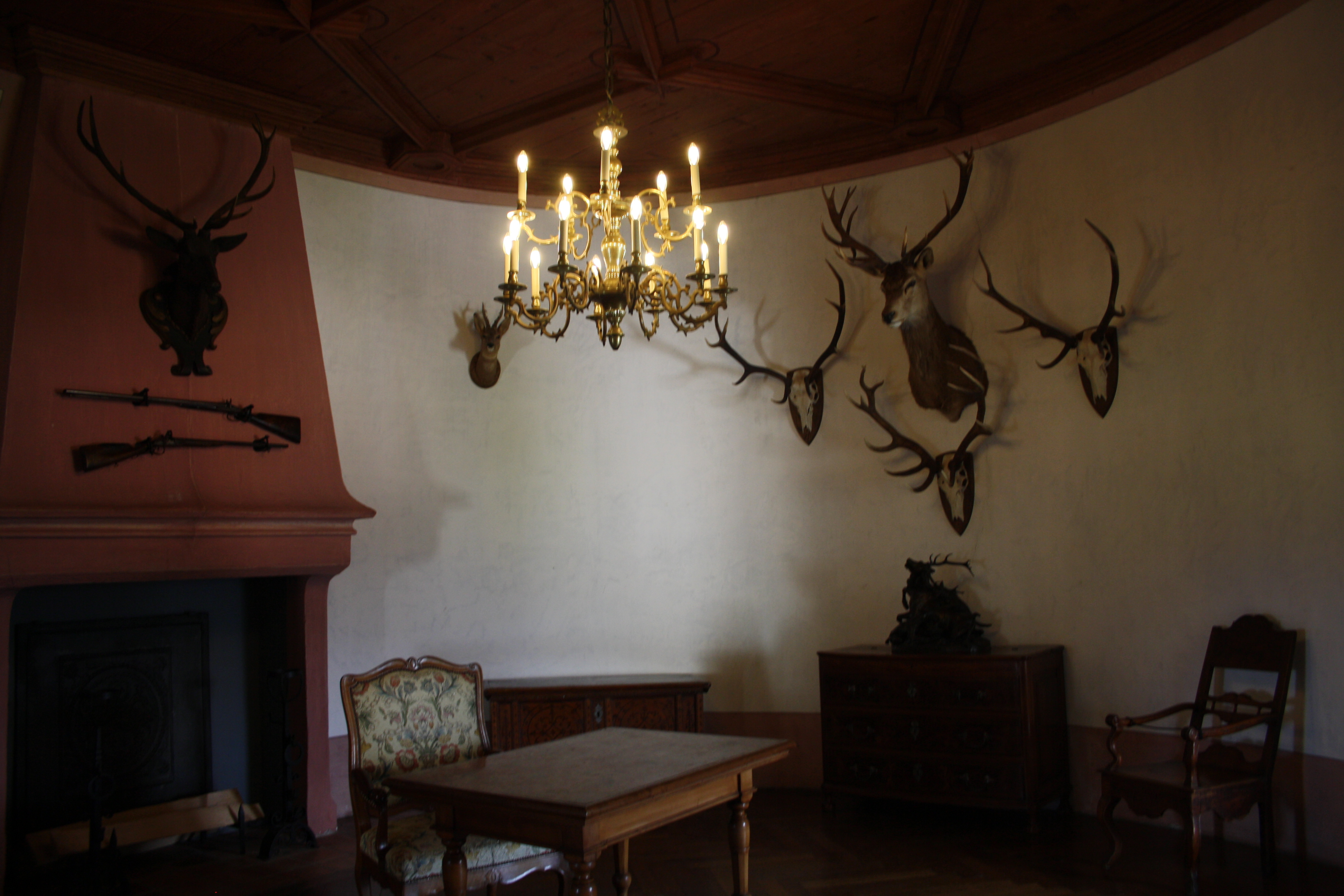
Охотничий зал